# لاکی پترسون
لاکی پترسون (انگلیسی: Lucky Peterson؛ زادهٔ ۱۳ دسامبر ۱۹۶۴ – درگذشتهٔ ۱۷ مهٔ ۲۰۲۰) موسیقی‌دان آمریکایی سبک‌های بلوز، سول، ریتم اند بلوز، گاسپل و راک اند رول و نوازنده گیتار و ساز شستی‌دار بود.